# 逐步爱上你
《逐步爱上你》是改编自Summer December的同名小说的同志职场爱情剧，为Dee Hup House制作公司与Just Up公司特别合作，「JUSTUP NEXTSTEP 2022」企划的新剧项目。主要演员阵容有特里萨努·索拉农（Man）及新人演员Bunyapol Likhitamnuayporn（Ben），剧情主要讲述数位行销经理和任人差使部门新员工之间的爱情、成长故事。

## 演员阵容
- 特里萨努·索拉农（Man）饰演 Kittiphong Atthachiranon（Jeng）
- Bunyapol Likhitamnuayporn（Ben）饰演 Thanet Tangwatthana（Pat）
- 普姆帕特·伊安查芒（Up）饰演 Put
- 拉查蓬·阿诺玛契提（Poppy）饰演 Khanun，Ae的男友
- 帕塔拉布特·金努库尔（AA）
- 阿努森·林普拉瑟（Boss）